# 愛知県道360号坂上大内線
愛知県道360号坂上大内線 （あいちけんどう360ごう さかうえおおうちせん）は、愛知県豊田市内を通る一般県道である。

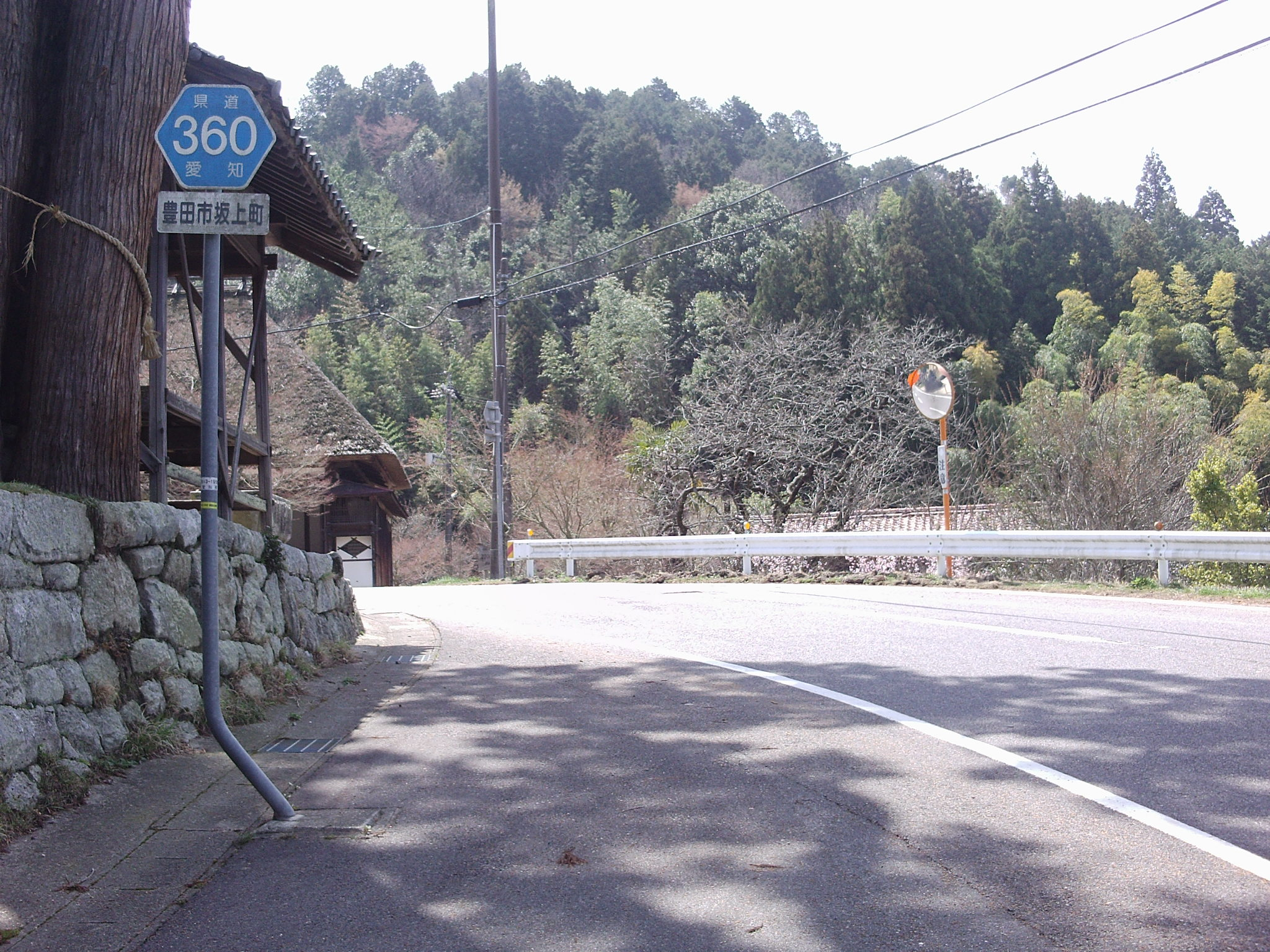
坂上（起点）。起点よりも東側に道は存在するが、県道認定されているのはここからである。

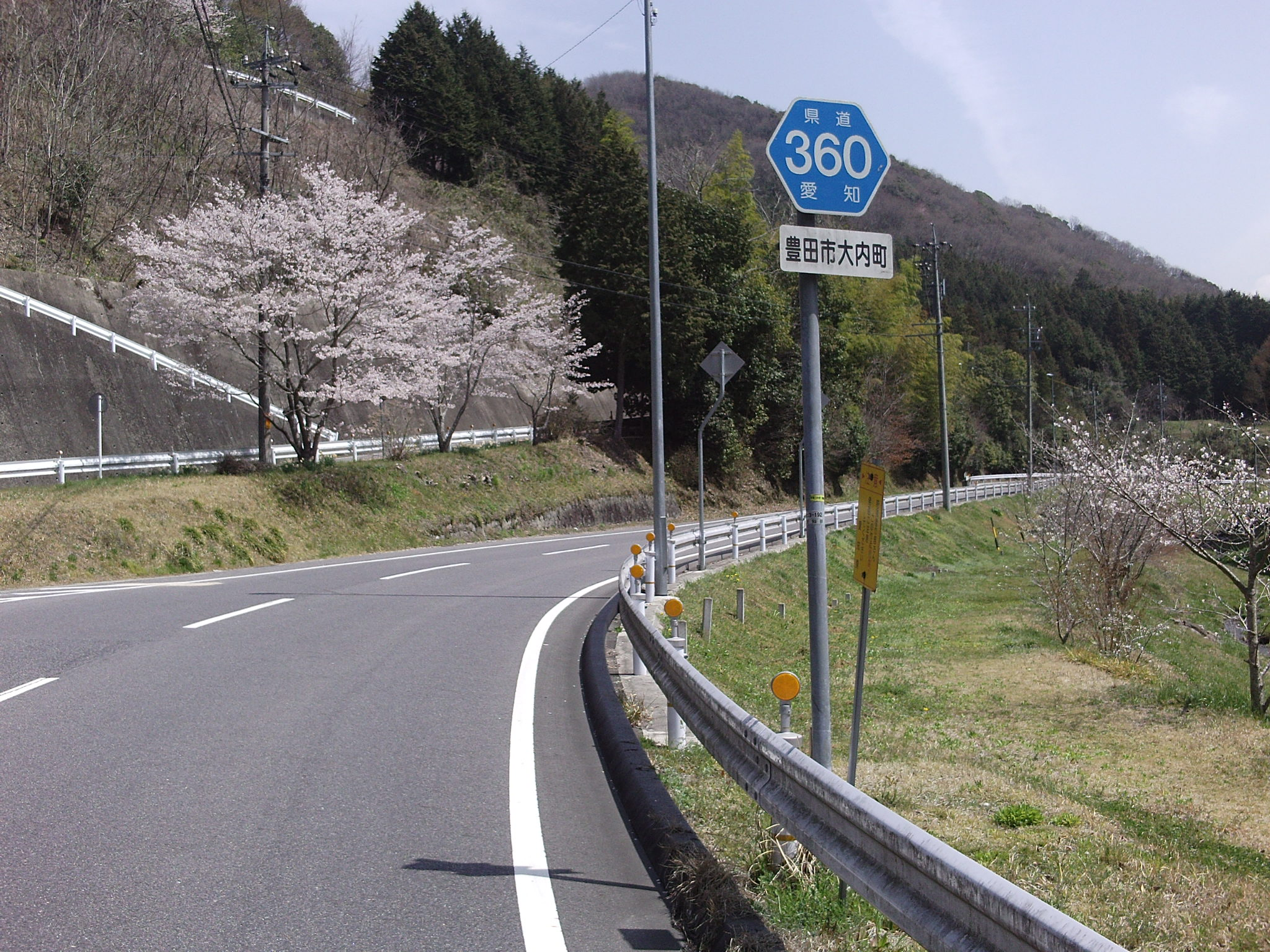
大内（終点側）。大内では道幅の細い旧道と広く整備されたバイパス路の2本が国道301号に接している。

## 概要

### 路線データ
- 起点：愛知県豊田市坂上町
- 終点：愛知県豊田市大内町

## 沿革
- 1959年12月15日：認定

## 通過する自治体
- 愛知県
  - 豊田市

## 接続する道路
- 愛知県道361号坂上花沢線
- 国道301号（挙母街道）

## 沿線・周辺
- 豊松保育園